# Mowsley
Mowsley – wieś w Anglii, w hrabstwie Leicestershire, w dystrykcie Harborough. Leży 19 km na południe od miasta Leicester i 125 km na północny zachód od Londynu. W 2001 miejscowość liczyła 212 mieszkańców.